# さかさま医療ケアの法則
さかさま医療ケアの法則（英:Inverse care law）は、医療を必要としている人ほど医療を受けにくく、医療を必要としていない人ほど医療を受けやすいという法則。1971年に医学誌ランセットでジュリアン・ハート
が提唱した。

## 概要

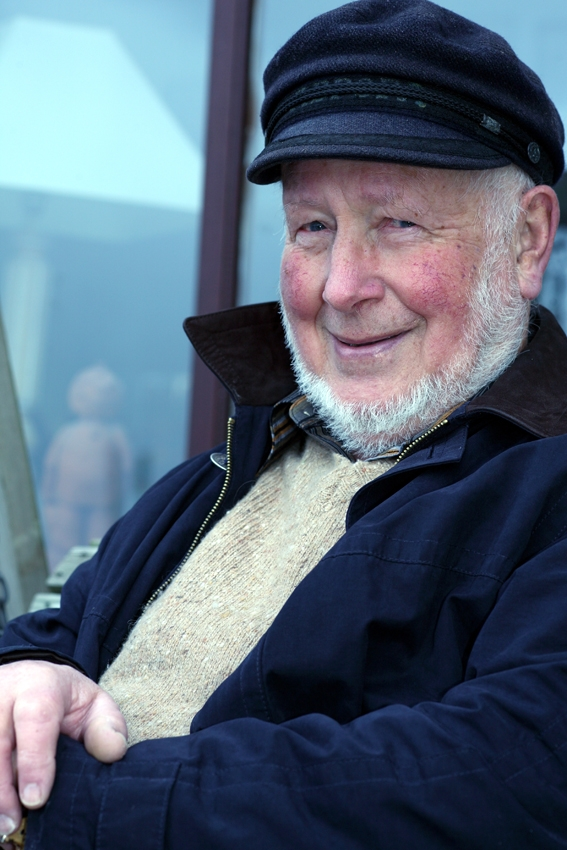
Julian Tudor Hart（2007年）

「よい医療ケアの確保は、そのサービスが提供されるグループの医療ニーズが高いほど、反対に難しくなる傾向がある」
「どんな（に良心的な）市場経済も、企業投資を、一番もうかるところから、一番必要とされるところに移すということは決して行われない。」

## 問題点
民間保険は企業として利益を求められる。売上を増やすか、原価を削るしかないので、医療を受けずにすむような人々に加入してもらい、医療を必要とする人々を加入させないようになってしまう。